# العودة إلى الوطن (فلم 1948)
العودة إلى الوطن (بالإنجليزية: Homecoming) فيلم دراما رومانسي أمريكي إنتاج عام 1948، من إخراج ميرفين ليروي، وبطولة كلارك غيبل.

## القصة
تدور أحداث الفيلم حول دكتور (لي جونسون) الذي يعمل جراح في الجيش خلال الحرب العالمية الثانية، وأثناء عمله، يقع في حب ممرضة جذابة، وأصبح على علاقة بها، ولكنه وجد نفسه في مأزق، حيث شعر بالذنب، كونه غير مخلص لزوجته التي تنتظر عودته إلى الوطن.

## روابط خارجية
- مقالات تستعمل روابط فنية بلا صلة مع ويكي بيانات